# Frișcă bătută

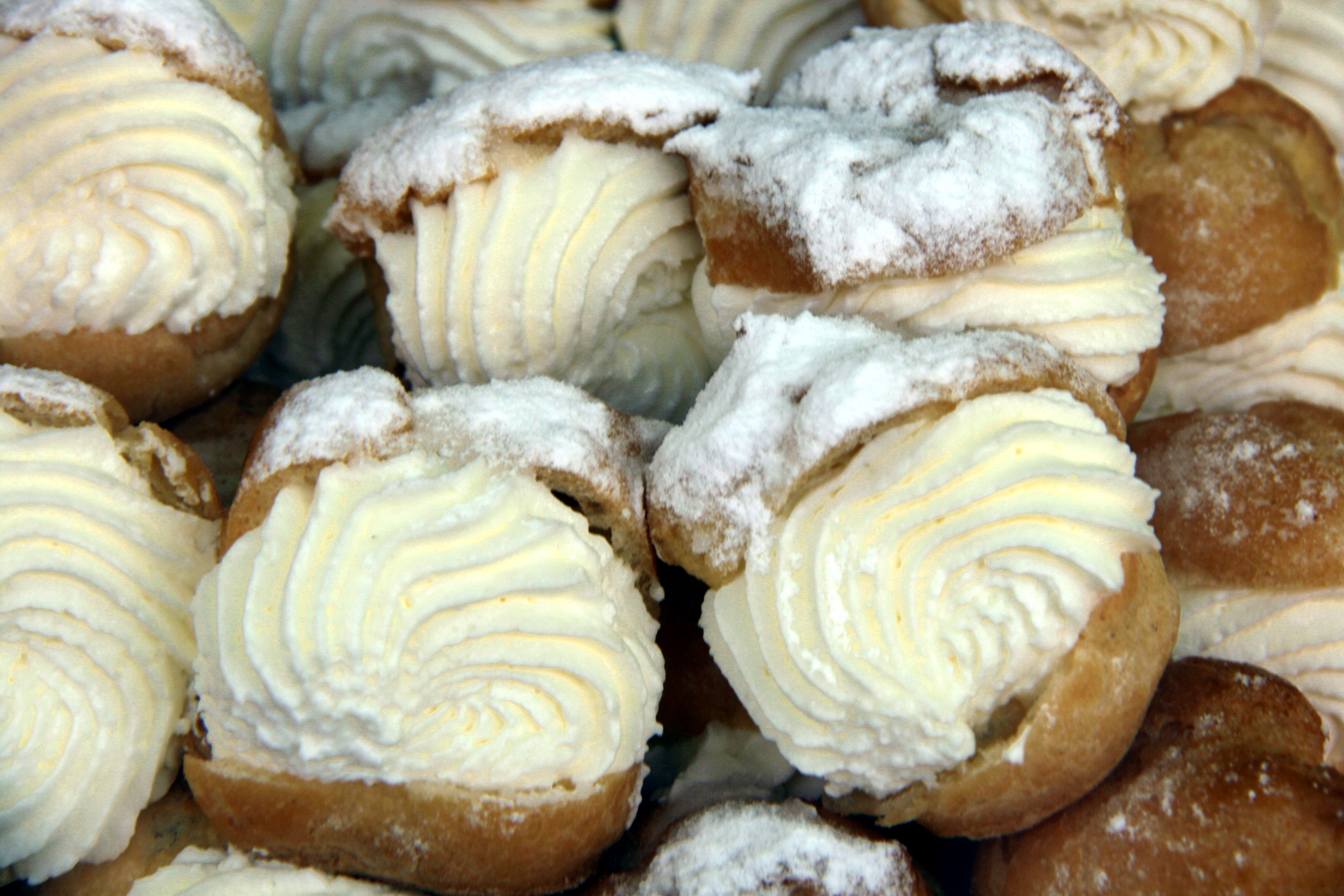
Prăjituri cu frişcă bătută

Frișca bătută este un produs lactat produs prin baterea smântânii și care cel mai adesea se folosește îndulcit cu zahăr sau alți îndulcitori. Dacă frișca conține peste 30% grăsimi după batere își poate dubla volumul prin aerare.

## Producere
Frișca bătută se poate obține cu ajutorul telului sau a unui mixer electric și atât ustensilele cât și vasul în care se bate frișca trebuie să nu depășească temperatura de 10°C. În frișcă în timpul baterii se pot adăuga și arome. 

## Gastronomie

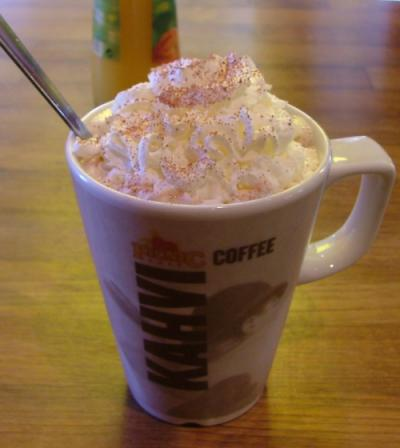
Cană cu ciocolată caldă ornată cu frişcă bătută

Frișca bătută se folosește în cofetărie în prepararea prăjiturilor, torturilor, înghețatelor, salatelor de fructe. Frișca bătută, de asemenea, se folosește ornarea cafelei și a ciocolatei calde.

## Frișca în spray
Smântâna îndulcită care se găsește tub fiind expulzată de presiunea din recipient se amestecă cu aerul și se formează frișca. Frișca din spray nu are o rezistență mărită în timp, ea devine lichidă într-un interval scurt de timp, jumătate de oră până la o oră, din cauza aceasta este destinată preparatelor care se servesc imediat.

## Înlocuitori de frișcă
Există produse care înlocuiesc frișca bătută încercându-se păstrarea gustului acesteia. Acestea pot fi: frișca vegetală sau prafurile de frișcă. Aceste produse pot fi comercializate sub numele de frișcă dar nu se obțin din smântână ci din: grăsimi vegetale, proteine din lapte, sirop de glucoză, emulgatori, gelatină, arome, acid citric. Aceste produse se pot găsi sub formă de sprayuri sau în plicuri sub formă de pulbere.